# 伊達宗曜
伊達 宗曜（だて むねてる、明治13年（1880年）5月11日 - 大正11年（1922年）7月16日）は、明治時代から大正時代の華族。正四位。男爵。貴族院議員。伊予宇和島藩主・伊達宗城の十男。幼名は鉤一郎。明治25年（1892年）に兄・伊達宗倫の養子となり、同年10月31日に宗曜と改名した。妻は伊予吉田藩主・伊達宗孝（宗城の実弟）の娘・富貴子。子に宗光、宗克、宣子（藤沢威雄夫人）、城善、直子（大浦康信夫人）、菊子（高津奈良夫人）、欽子（秋元順朝夫人）、美知子（初名孝子）。
学習院中退後、築地の文海学校に入るが中退し、家庭教師に勉学を学ぶ。大正9年（1920年）に貴族院議員となる。大正11年（1922年）に43歳で没した。家督は宗光が継いだ。